# 安達曼人
安達曼人（英語：Andamanese），分布於印度東南方的安達曼群島上，语言为安達曼語系。安達曼人目前主要分為四個部落，分別為大安達曼人、加洛瓦人、翁奇人和桑提內爾人。居處制度採行兩可制，婚姻實施交表婚及一夫一妻制，家庭內部實行雙邊繼嗣。經濟生產方式為打獵和採集。安達曼人相信泛靈信仰，主要的儀式包括成年禮及葬禮。「安達曼」（Andaman）的名稱源自於印度阿利安人的猴子神「哈奴曼」（Hanuman）。根據印度史詩羅摩衍那，安達曼群島在過去被視為哈奴曼的土地，因此馬來人將島上的原住民稱為Handuman，並演變為今日的安達曼。
安達曼人的體型較一般人類來的矮小（除桑提內爾人），被認為是因島嶼資源不足所導致的島嶼侏儒化現象。

## 民族分布、人口與語言

### 民族分布
安達曼人主要分為四大族群，包含大安達曼人、加洛瓦人、翁奇人和桑提內爾人。

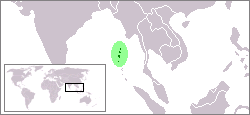
安達曼群島的位置

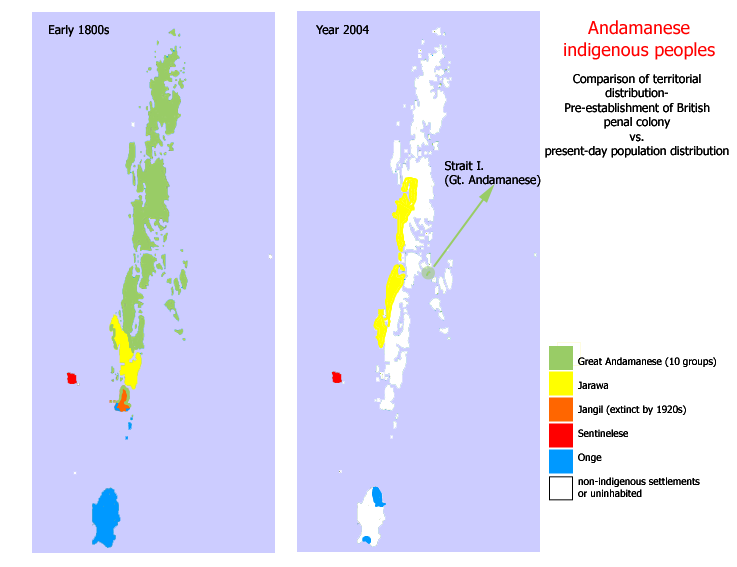
各族群從1800年代到2004年的變化

#### 大安達曼人

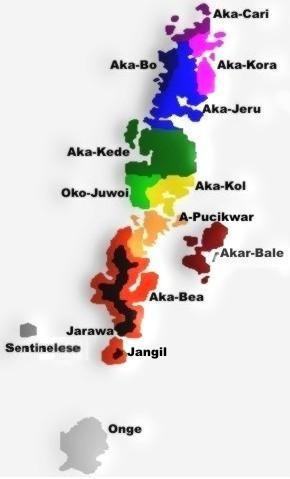
大安達曼人各部落在1800年代的分布情形

大安達曼人最初分為十個部落，包含（Aka-）Kari或Cari、（Aka-）Kora或Khora, Cora、（Aka-）Jeru、（Aka-）Kede、（Oko-）Juwoi、（A-）Pucikwar、（Akar-）Bale和（Aka-）Bea。各自語言有明顯的劃分，但均屬於安達曼語中的大安達曼語分類，目前這十個部落的語言均已消失。目前主要分布在海峽島（Strait Island）。大安達曼人和其他三個族群在地理環境和文化上並不相同，只有在語言上有所關聯。大安達曼人今日多信仰印度教。過去大安達曼人曾經為島上最大宗的族群，人口數量高達2,000~6,600人，但在和外來者接觸後，因感染疾病、飲酒、殖民衝突和領土的喪失，導致人口急速銳減。2010年時，大安達曼人的統計數量為52人，並且部落之間和各自語言的差異性大幅減少，因此目前大安達曼人已混合了緬甸、印度的文化。

#### 加洛瓦人
加洛瓦人，主要分布於中和南安達曼群島的西側，人口總計380人，相信泛靈信仰。加洛瓦人（Jarawa）在Aka-Bea語中代表地球人或具有敵意的人的意思。過去爪加洛瓦少與外來者接觸，而在1970年代政府建造的大安達曼幹道（Great Andaman Trunk Road）鄰近加洛瓦人所居住的範圍，對於加洛瓦人的生活帶來重大的影響。自1997年起，加洛瓦人逐漸開始與外界的交流，而在幾個月內爆發麻疹疫情，於2006年再度感染。大安達曼幹道的落成導致附近地區盜獵和商業性開發的興起。

#### 翁奇人
翁奇人，主要分布於小安達曼島的西側，傳統語言為翁奇語，相信泛靈信仰，人口數為101人，為半游牧社會。翁奇人的傳統故事中曾講述了大地劇烈搖晃和洪水摧毀土地的故事，因此平時較留心相關自然現象的發生，使翁奇人在2004年南亞大海嘯發生之時，全數逃至島上的高地倖免於難。翁奇人亦為世界上營養最為缺乏的族群之一，造成翁奇人的女性普遍上難以懷孕，嬰兒的死亡率約為40%，導致人口數的減少。2008年12月，8名翁奇人因誤喝甲醇而死亡，15名被送進醫院觀察治療，對翁奇人的整體族群造成重大影響。

#### 桑提內爾人
桑提內爾人，分布於北桑提內爾島，傳統語言為桑提內爾語，為安達曼人中人口數量最少的族群。桑提內爾人亦相當排斥外來者，因此傳統文化保存最為完整，並維持打獵、採集和漁獵的生活。印度官方政府自1967年起，曾嘗試和桑提內爾人接觸，透過贈送物資來降低對外來者的敵意，此計劃因考慮疾病傳染的危險性和對於加洛瓦人的類似計劃失敗後於1990年代中斷進行。在2006年時，兩名漁夫因違法進入保護區捕魚而被桑提內爾人的弓箭手射死，並且以箭雨試圖趕走前來取回屍體的直升機。2018年11月，一名美國華裔男子在七名印度漁民協助下多次登島，意圖在北桑提內爾島传教，被土著发现后以弓箭射殺後棄屍海灘。協助男子登島的七名漁民因未获政府批准擅自闯入禁区、触犯法律而在随后被印度当局逮捕。

### 人口
根據印度官方在2011年的人口普查報告，各族群人口如下:
- 大安達曼人：44人
- 加洛瓦人：380人
- 翁奇人：101人
- 桑提內爾人：15人[1]/50-150人[6]

### 語言
- 安達曼語系
  - 大安達曼語族
    - 中部
      - A-Pucikwar（已絕跡）
      - Aka-Bea（已絕跡）
      - Aka-Kede（已絕跡）
      - Aka-Kol（已絕跡）
      - Akar-Bale（已絕跡）
      - Oko-Juwoi（已絕跡）

    - 北部
      - Aka-Bo（已絕跡）
      - Aka-Cari（已絕跡）
      - Aka-Jeru（已絕跡）
      - Aka-Kora（已絕跡）

  - 南安達曼語族
    - 加洛瓦語 Jarawa
    - 翁奇語 Öñge
    - 桑提內爾語 Sentinel [7]

## 地理環境
- 主條目：安達曼群島

安達曼-尼科巴群島和布萊爾港的地圖

安達曼群島，印度洋北部一群岛，位於孟加拉湾和安达曼海交界处，北距缅甸本土197公里，南距印度尼西亚苏门答腊岛547公里。该群岛由576个岛屿组成，总面积6408平方公里，最大城市为布莱尔港。主要島嶼有北安達曼島、中安達曼島、南安達曼島、小安達曼島等。目前该群岛的大部分与较南的尼科巴群岛同属印度的安达曼-尼科巴群岛联邦属地，只有北部的少数岛屿（如科科群岛）属缅甸。

## 歷史沿革

### 源起
安達曼人的祖先為最早由非洲沿著海岸遷移的分支，途中經過阿拉伯半島，並沿著印度半島前行至安達曼群島定居。根據DNA分析，安達曼人在生理上和非洲的俾格米人相似，身型矮小，皮膚黝黑。基因研究表明，安达曼人拥有约32％的东亚基因血统。安达曼人主要拥有东亚父系血统（D1a2b）。 但是，安达曼人的母亲血统类似于大洋洲的美拉尼西亚人（M31，M32）。

### 發展
在9世紀時，印度人和中國人陸續因旅行、貿易等目地前來安達曼群島。13世紀時，馬可波羅等探險家發現安達曼人有吃人肉的習慣，以及島上盛產黃金的情景，因此將安達曼群島稱為「黃金島」。
1789年，英國官方在布萊爾港附近設立殖民基地。因在安達曼群島周圍時常發生船難及被安達曼人攻擊的事件，英國政府在1858年3月，將安達曼群島作為流放地之一，其中包含200名罪犯和當地的叛亂者，並在三個月內增加至773人，而其中有292人自然死亡、吊死或逃離成功。為了防止逃脫的發生，英國政府藉由頻繁攻擊安達曼人來減弱安達曼人的勢力。此後在1859－1862年，政府則改以柔性方式管理當地局勢，並建立安達曼之家(Andamanes Home)以改善島上外來者和安達曼人之間的關係。1863年後英國政府致力於農業開發，安達曼人的身體情況也逐漸好轉，死亡率從10.16%下降至1.2%。在1872年，安達曼群島的殖民政府晉身為總司令部，也釋放表現優良的囚犯。此後政府進行了許多建設工程。自1920年起，罪犯陸續被轉移至印度大陸，並提供多項設施以供囚犯使用。政府所發展的椰林產業也由私人企業接手進行改造。當地也憑藉政府的福利而自行組成了不同組織。英國政府在1923年正式廢止將安達曼群島作為流放地的政策，並致力當地建設，致使人口快速成長。
安達曼群島在第二次世界大戰時，為當時印度毀壞最為嚴重的地區。日本軍隊在1942年3月21日佔領安達曼地區直到1945年第二次世界大戰日本戰敗為止。在日本統治的期間，起初日本人和安達曼人之間相處融洽，但在發現安達曼人試圖聯合原先的英國政府推翻日本的統治後，日本殖民政府的政策轉趨嚴厲，兩者的關係也因此急速惡化。在二戰時同盟國實行海上封鎖，迫使安達曼人自給自足。在1945年10月8日時，同盟國接受日本投降，並幫助修復當地。1946年2月7日，安達曼群島的行政部門重建。日本統治期間在當地建設公路，並致力於經濟建設，鞏固安達曼群島的防衛機制。
自1947年8月15日後，安達曼-尼科巴群島隸屬於印度，由印度總理提名的官員統治當地。安達曼政府和印度政府同意聯合開拓安達曼群島，共同規劃未來的經濟發展計劃，並讓孟加拉的難民遷移至島上居住。

### 歷史與文化的關係
對於安達曼人最早的紀錄是在1788年，當時因安達曼群島的地形崎嶇加上季風的吹拂，造成多起船難，而殘存下來的船員也都為安達曼人所殺害。英國人因此嘗試和安達曼人接觸，以建立海港提供船隻安全登陸。1859年，英國人在中安達曼群島建立了布萊爾港，作為流放罪犯的地點，而住在布萊爾港附近森林的大安達曼人也漸漸開始接觸英國官方並合作緝捕罪犯，目前此地屬於印度的領土之一。英國殖民政府也為了培養和安達曼人之間的關係，成立了安達曼之家(Andaman homes)。在1947年印度獨立之後，由政府機構Andaman Adim Jan Jati Vikas Samiti管理主要的四個部落，分別對於文化造成不同程度的影響。其中大安達曼人因為長期和外界接觸，並依賴外來資源，因此文化流失嚴重；加洛瓦人和桑提內爾人則相對保存較完整的文化。

## 社會、家庭與婚姻

### 社會
安達曼人的社會中因地域性的劃分，在島上的特定區域形成獨立自治的方言群。其中在北部和中部安達曼群島更細分至20~50人為一個群體單位。婚姻及承繼制度也是形成社會組織的原因之一。
安達曼人的價值體系為主要的社會控制方式。當衝突發生時，安達曼人會避免直接與對方對峙，而暫時遠離衝突發生的地點。安達曼人透過破壞營地的物品來發洩情緒，隨之離開營地並在森林裡獨處幾天，而同時部落裡的其他人便開始修復被破壞的物品並等待該人返回部落。

### 家庭
(安達曼人的人口過少和資訊的不足導致對於北部和中部安達曼人的血緣關係研究難有全面性的理解。早期的民族誌將氏族作為部落的基本單位，而Radcliffe-Brown的則認為各部族為確保彼此的良好關係而選擇聚居。)安達曼人採雙邊繼嗣，同時追溯父系和母系的祖先。
安達曼人的親屬稱謂屬於分類型稱謂，並透過前綴詞來強調長輩與晚輩的差別。
安達曼人主要從母系的世系群繼承權利和義務，工具和獨木舟等物品則從父系的世系群繼承。
安達曼人的家庭單位為核心家庭，包含親生和承繼的小孩。生活中所有活動均以核心家庭為中心運作。
在安達曼人的家庭中，由小孩母系的親戚負責照顧小孩早期的生活。一旦男孩準備好開始家庭生產的工作後，便由父親及父系的親戚接手男孩的教育和訓練的責任。女孩在第一次月經後則更親近母系的親戚。男孩和女孩均會在陪伴長輩進行打獵和採集時，學習有關森林的相關知識，並透過製作小型的玩具獨木舟、弓箭和網子，學習生存必備的技巧。

### 婚姻
安達曼人實行交表婚和一夫一妻制，婚禮由規定群體內(獵豬群體或獵龜群體)的長者安排。由男方父系的親戚帶著禮物到母系的群體來尋求一個女生結婚。其中翁奇人因人口銳減，導致男人有時無法找到表姊、妹結婚，而必須與母親的表姊、妹成婚。社會中喪偶且年長的男人和女人將婚姻視為生活中的優先要務，寡婦與其亡夫的兄弟結婚亦可被社會接受。婚姻在社會中具有高度重要的地位。安達曼人婚後採行兩可居，主要傾向於從夫居。其中翁奇人在婚後與女方母系的親戚同住，直到第一個小孩出生，在此之後夫妻可選擇與男方的家庭同住。離婚極為少見，在小孩出生後離婚則被視為是不道德的。

## 產業與生活

### 經濟生產

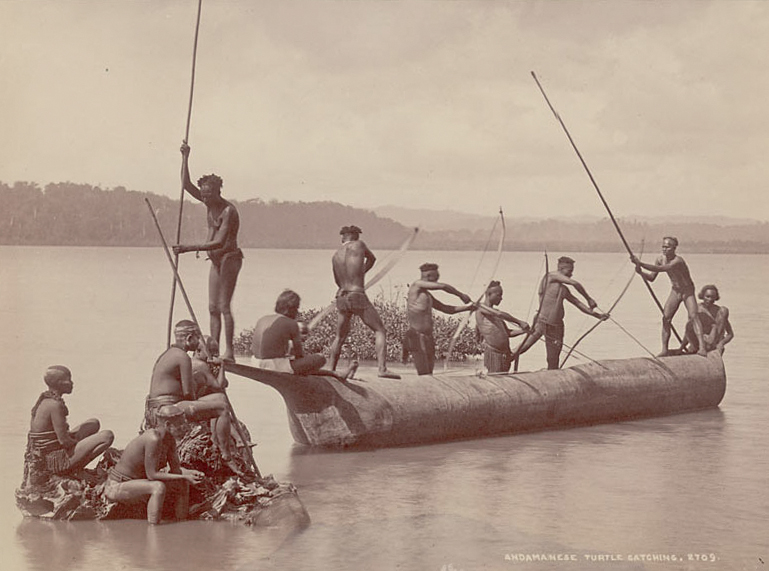
安達曼人獵烏龜

安達曼人主要以季節性轉換的打獵和採集為生。加洛瓦人和桑提內爾人仍完全依賴打獵和採集活動，而翁奇人在1958年時引進了椰子的耕種，但不參與農耕生產，透過採集椰子向印度政府的福利部換取糧食配給和工業產品，因此翁奇人的食物需求逐漸由進口產品取代森林果實。大安達曼人則偶爾從事打獵活動，而多由政府支付薪資來種植無患子。漁獵為安達曼人常年進行的活動，通常在低潮時至水深及膝處使用弓箭捕魚，偶爾會使用繩子和鉤子，並手拿漁網捕捉魚、溪邊的螃蟹和貝類。對於安達曼人而言，漁獵是重要的文化之一，在不同的方言中，「食物」和「魚」為同一個單字。通常北邊的部落會使用大的網子捕捉海龜，而南方的部落則不同，翁奇人多乘獨木舟並用魚叉來獵海龜和儒艮。安達曼人在森林時則以弓和可分離式的箭頭來獵野豬，狗在1850年代被引進到安達曼群島上，有時安達曼人也會利用狗來追捕野豬。採集活動同樣為安達曼人生活中重要的一部分，包括烏龜蛋、蜂蜜、洋芋、波羅蜜、無患子和野莓。

### 工業藝品
安達曼人平時依賴森林和海邊的資源。塑膠和尼龍繩也已融入安達曼人的物質文化中，安達曼人將塑膠容器作儲存用，以尼龍繩織編漁網，而這些物品經常被過往的船隻丟棄而被海浪沖上岸。印度政府將金屬鍋、平底鍋及其他炊具當作禮物分送給翁奇人、爪哇人和桑提內爾人，取代傳統手製經日曬火烘所製成的陶鍋。翁奇人仍繼續製作陶鍋，但只在儀式時使用。翁奇人磨製從岸邊撿來或從政府得來的鐵片，用以造刀片或箭頭。在1870年英國人引進金屬之前，翁奇人用貝殼、骨頭或硬木來製作扁斧和箭頭。雖然翁奇人將鐵視為極為珍貴的物品，但卻不曾使用鐵釘，而仍以雕刻、藤繩、尼龍繩嵌進物體內，其中用來裝蜂蜜的圓柱形容器即為翁奇人所雕刻。

### 交易活動
安達曼人通常由住在森林獵捕野豬的部落和住在海邊獵捕烏龜的部落進行交易，兩邊的部落會輪流計畫舉辦交換物品的活動。過去安達曼人透過搜集蜂蜜、貝殼和龍涎香和外來者換取衣服、金屬工具和化妝品，並導致鴉片和酒流入北安達曼的社區內。在翁奇人接受社會福利幫助和種植椰子樹之前，會划獨木舟到安達曼群島北邊的布萊爾港和其他的安達曼人進行交換，包括從英國殖民政府發放的糖和菸草。

### 勞動分工
安達曼人的社會中由男人負責獵捕野豬、儒艮和烏龜，其餘在日常生活中的勞動事務由雙方共同進行，包括照顧小孩、煮飯、採集食物等。

### 土地劃分
對於生活於北部及中部的安達曼人而言，經常會需要穿越其他部落的領土，路經其他區域的人會因被當作視該地的賓客而心存感激，而該地的所有權人也會同樣地作為主人。此行為在各部落之間的相互依賴性和原本打獵、採集對部落的重要性，創造了一套共同享有的生產消費模式。對於獨立生活在小安達曼島上的翁奇人而言，島上的土地主要被分為四個區域，並以兩種不同神話中的鳥分別和土地、水結合形成四個氏族的象徵。各氏族的領土可再細分各世系所擁有的土地範圍。此種土地劃分被稱為MEGEYABARROTAS，以個人的母系血統和居住的地區作為分類依據。翁奇人習慣在自己的領土上進行打獵和採集，但並沒有禁止進入他人領域的限制，如果在他人領地上從事打獵和採集，必須和當地人分享所蒐集到的資源。個人連同氏族的身分對於翁奇人的儀式和典禮極為重要，婚禮必須在女方的領地中進行，而死者的骨頭也必須放置在後代的領地中保存。

### 居住模式

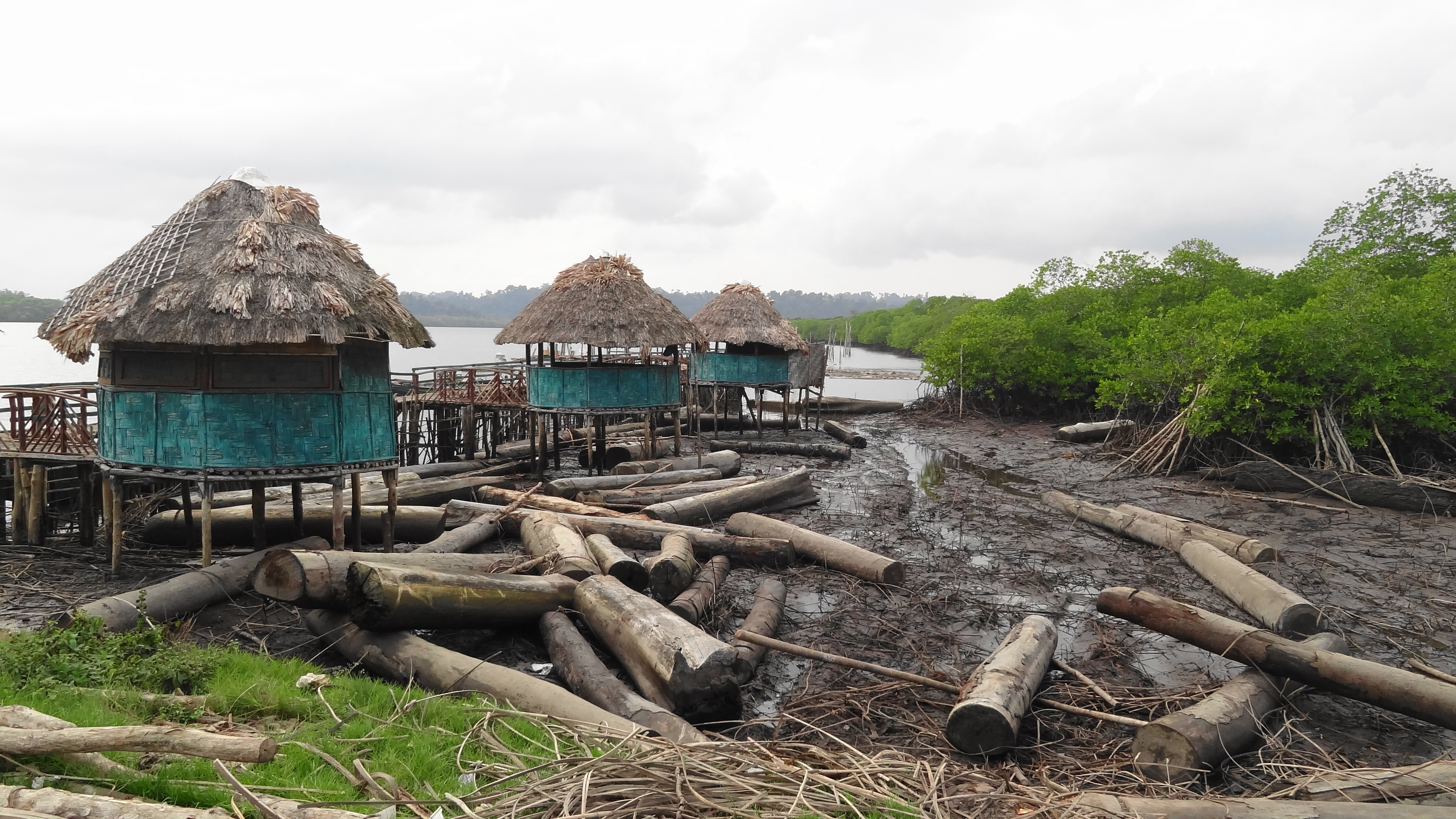

安達曼人的居住模式是根據季節的變換，季節乾燥時(十月到二月)多由四個以上的家庭在海岸附近搭建茅草屋，並將茅草屋面向中央圍成圓圈狀。通常村落裡的單身男子和新婚夫妻需與村人隔離，住在其他的茅草屋裡；當時間轉換至五月到九月時，安達曼人便從海岸遷移至內陸的森林裡居住，安達曼人同樣將茅草屋圍成圓圈狀，但只有四或五個家庭留在營地裡。當雨季結束時，各個家庭便搬回各自所屬氏族的傳統草屋內，氏族的茅草屋由男人負責維護，可容納15~20個床位，並且定居於一地。除了氏族的茅草屋是固定不動外，其餘的房屋均為暫時性居留。氏族的茅草屋直徑約為5~7公尺，屋頂和圍牆均由編織品覆蓋，內部各個核心家庭的床位會圍繞成圓圈狀。安達曼人會在離開森林及海岸邊前拆毀房屋，但會保留睡覺用的墊子、船首木並搬至新的營地。安達曼人會選擇靠近水源和柴火的地方居住，並將茅草屋搭建在高於平地約70公分處。印度政府替大安達曼人和翁奇人建造2公尺高的高腳屋，其中有些家庭會使用政府建的房屋，但翁奇人多將之當作倉庫使用。

## 信仰與節日

### 宗教信仰
安達曼人相信泛靈信仰，認為所有生物都被賦予力量，並且可藉此影響人們的生活。在森林及海洋各處的靈魂可被分為兩大類：與「自然現象」和「往生者」有關。「自然現象」包含地震、打雷、彩虹、海上龍捲風、和暴風雨等，其中安達曼人藉由風向來判定靈魂來到或離開安達曼群島。「往生者」可再細分為仁慈的和有惡意的靈魂。人在死後須經過一套完整的的埋葬儀式，次級的埋葬儀式可將人死後的靈魂轉變為仁慈善良的靈魂，並幫助其他在世的人；若人在去世後沒有經過相稱的埋葬儀式，靈魂將轉變成帶有惡意的靈魂，並對在世的人造成傷害。
靈媒在夢中或意識不清的狀態下與祖靈溝通，頻繁地接觸靈魂可以得到超自然力量。翁奇人中的專家TORALE會被詢問資源的位置、負責治療疾病，並且規畫日常生活和儀式性的活動。翁奇人相信任何人都有可成為TORALE，成為有經驗的TORALE的徒弟可以學習穿梭靈界的方法。
安達曼人主要的儀式為成年禮和葬禮，兩者存在連續性。男孩和女孩在成年禮後從小孩蛻變為身心完整的成人，而葬禮則使人的靈魂抽離身體。儀式的進行亦會有唱歌、跳舞和宴會的環節，安達曼人在遷移居住地、季節交替或建造新的獨木舟時便會伴隨唱歌及跳舞的慶祝。

## 藝術與文學

### 藝術
- 黏土彩繪

安達曼人最主要的藝術表現形式為在臉譜和身體上進行黏土彩繪。每個世系都有自己獨有的圖案設計，而顏料則由紅色、白色或黃色的黏土加入水或豬油攪拌製成，通常是由家中的女性負責彩繪的工作。安達曼人每天都需要進行臉譜彩繪，而只有在儀式的時候才需彩繪身體。
- 跳舞

安達曼人通常會依照性別分開跳舞。
- 音樂

安達曼人在唱歌和跳舞時，只有大安達曼人會使用響板搭配，其餘的安達曼人並不會使用樂器伴奏。

## 現況

### 行政
安達曼-尼科巴群島目前隸屬於印度的聯邦屬地(英語：Union territory)，為印度直屬中央政府管轄的一級行政區劃單位。其下又細分為三個區，包括尼科巴區、北和中安達曼區和南安達曼區，其中布萊爾港為安達曼-尼科巴群島上的總行政中心。

## 外部連結
- Website of Andaman & Nicobar Administration
- Ministry of Tribal Affairs